# Storena paucipunctata
Storena paucipunctata là một loài nhện trong họ Zodariidae.
Loài này thuộc chi Storena. Storena paucipunctata được Rudy Jocqué & Barbara C. Baehr miêu tả năm 1992.